# Pagoda Hpaung Daw U
Pagoda Paung Do U (Hpaung Daw U) (burmansko ဖောင်တော်ဦး ရုပ်ရှင်တော် မြတ်စွာဘုရား [pʰàʊɴ dɔ̀ ʔú pʰəjá]), napisano tudi Hpaung Daw Oo ali Phaung Daw Oo, je znano budistično mesto v Mjanmarju (nekdanji Burmi). Je na jezeru Inle v državi Šan.
V okolici pagode in pritličju so trgovine s tradicionalnim šanskim in burmanskim blagom.

## Kipi
Zgradba pagode je hiša petih majhnih pozlačenih podob Bude, ki so obloženi z zlatimi lističi, tako da njihove izvirne oblike ni mogoče prepoznati. Ta obloga je sorazmerno nova. Stare fotografije, ki visijo na samostanskih zidovih, kažejo nekaj slik v bolj neokrnjeni obliki. Nekaj zlata so odstranili, da bi zmanjšali maso. Čeprav je samostan odprt za vse za čaščenje, lahko samo moški lepijo zlate lističe na podobe. Drugi del obreda za romarje je, da darujejo majhno haljo ali tingan okoli podobe, nato jo odnesejo domov. Imajo jo na svojem oltarju kot znak spoštovanja Bude in njegovih naukov.
Podobe so različnih velikosti, od okoli 9 do 18 centimetrov. Ker so v bistvu iz masivnega zlata, so zelo težke. Verjamejo, da so bile podobe Bude prinesene kot darilo kralja Alaungsituja z jezera Inle.

## Letni festival
Vsako leto v burmanskem mesecu tadindžut (od septembra do oktobra) poteka 18-dnevni festival pagode. Štiri podobe Bude dajo na repliko kraljeve barke, zasnovane kot ptica hinta, in jih vozijo po jezeru Inle. Ena podoba vedno ostane v templju. Okrašeno barko vleče več čolnov z veslači, ki veslajo z nogo, zelo usklajeno in z drugimi spremljevalnimi čolni je to impresivna procesija na vodi. Pomika se od vasi do vasi vzdolž obale jezera v smeri urnega kazalca in štiri podobe prebivajo v glavnem samostanu v vsaki vasi eno noč.
Vrhunec festivala je, ko podobe prispejo v glavno mesto Naun Šve (Nyaung Shwe), kamor pride večina romarjev iz okoliških regij, da bi se poklonili in častili Budo. V preteklosti bi saopa (kraljevski naslov za vladarja) iz Jongve (Yawnghwe) osebno pozdravljal podobe. Podobe bi vzeli iz barke in jih v veliki procesiji odnesli v saopovo palačo ali ho, vstopili v molitveno dvorano iz vzhodnega vhoda in v njej ostali nekaj ur. Javnosti je bilo dovoljeno pokloniti se v molitveni dvorani ho. Potem bi podobe sprejel glavni tempelj v Njaung Šve. Od sredine leta 1960 podobe zaobidejo obisk ho in gredo neposredno v tempelj. Zdaj jih običajno pozdravi kdo od visokih uradnikov v vladi.
V 1960-tih se je v zelo vetrovnem dnevu, ko so bili valovi na jezeru precej visoki, barka s podobami prevrnila in padle so v jezero. Rečeno je bilo, da ene ni bilo mogoče izvleči iz vode, a ko so šli nazaj v samostan, je manjkajoča podoba čudežno sedela na svojem mestu.